# Darwinella simplex
Darwinella simplex är en svampdjursart som beskrevs av Topsent 1892. Darwinella simplex ingår i släktet Darwinella och familjen Darwinellidae. Inga underarter finns listade i Catalogue of Life.